# 王廂
王廂（16世紀—1563年），字朝佇，南直隸鎮江府丹徒縣人，明朝政治人物。

## 生平
王廂是嘉靖十六年（1537年）的舉人，三十五年（1556年）授象山知縣，招撫依靠流寇作亂的貧民，四十年（1561年）調任益陽知縣，當時正值水災，他暫緩徵稅、發粟賑災，在宅門寫下：「禮義出入惟爾之休，財貨出入惟爾之羞，嗚呼其成爾休毋蹈爾羞。」在任內去世，主簿李孟春為他治喪，後得他積存的贖鍰二百金，派人送給他的妻子楊氏，楊氏道謝：「我兩次跟隨從夫君宦游，不曾聽聞贖金屬於知縣。」推辭不受，士民讓他入祀名宦祠。

## 引用
1. 1 2  光緒《丹徒縣志·卷二十七·宦績一》：王廂，字朝佇，嘉靖丁酉舉人，選授象山知縣，海寇據舟山，貧民皆依之為亂，廂招撫以數千計，調湖廣益陽，歲大水，緩徵平糶，發粟賑貸，民賴以甦，卒於官，主簿李孟春為治其喪，後得廂所積贖鍰二百金，馳吏齎送於途，其妻楊氏使人謝曰：「自我兩從君子宦游，未聞贖金當為令有也。」不受，士民祀之名宦祠。康熙志
2. ↑  乾隆《鎮江府志·卷三十六·名臣下》：王廂，字朝佇，丹徒人，嘉靖丁酉舉於鄉，授浙江象山知縣，海寇據舟山，貧民皆走依之為亂，廂所招撫以數千計；調湖廣益陽縣，歲大水，緩徵平糶，發粟賑濟，民賴以甦，卒於官，主簿李孟春為治其喪，後得廂所積贖鍰二百金，馳吏齎送於途，其妻楊氏使人謝曰：「自我兩從君子宦游，未聞贖金當為令有也。」不受，士民祀之名宦祠。
3. ↑  乾隆《象山縣志·卷八·人物志一》：王廂，字朝佇，丹徒人，嘉靖丁酉舉於鄉，來知象山，海寇據舟山，民皆為亂，廂招撫以數千計；調湖廣益陽，歲大水，緩徵平糶、發粟賑濟，民賴以甦，卒於官，主簿李孟春為治其喪，後得廂所積贖鍰二百金，馳吏齎送於途，其妻楊氏使人謝曰：「自我兩從君子宦游，未聞贖金當為令有也。」不受。
4. ↑  同治《益陽縣志·卷十二·職官》：王廂 《一統志》作相，丹徒舉人，初授浙江象山知縣，嘉靖四十年調益陽，歲大水，緩徵平糶，發粟賑貸，民賴以甦，書銘於宅門云：「禮義出入惟爾之休，財貨出入惟爾之羞，嗚呼其成爾休毋蹈爾羞。」卒於任，宦橐蕭然，主簿李孟春為治其喪，得廂所積贖鍰二百金，馳吏齎送於途，其妻楊氏使人謝曰：「自我兩從君子宦游，未聞贖金當為令有也。」辭不受。